# Pouru-aux-Bois
Pouru-aux-Bois é uma comuna francesa na região administrativa de Grande Leste, no departamento das Ardenas. Estende-se por uma área de 9,02 km². Em 2010 a comuna tinha 258 habitantes (densidade: 28,6 hab./km²).